# 是永巧一
是永 巧一（これなが こういち、1961年12月25日 - ）は、日本のギタリスト、音楽プロデューサー。ハーフトーンミュージック所属。大分県豊後高田市出身。

## 略歴
18歳でプログレッシブロックバンド・Quaserに加入。その後は山岸潤史や森園勝敏とのセッションを経て大学入学と前後してプロミュージシャンとしての活動をスタート。
1986年(レコーディングでは1985年)よりレベッカのギタリストとして、再結成後も一貫して活動を共にする。同時期よりスタジオ・ミュージシャンとして数多くのアーティストのライブやレコーディングに参加、アレンジャー/プロデューサーとしても多くのアーティストを手がけている。レベッカ解散後は、小田原豊、高橋教之、柴田俊文、宮原学とBABY'S BREATHを結成。解散後は宇都宮隆率いるT.UTU with THE BANDに参加。
英語が堪能であるため、T.M.スティーブンスやニール・ヤング&クレイジー･ホース等海外交流も多い。

## レコーディング参加
- レベッカ
- TM NETWORK
- T.M.Revolution
- THE ALFEE
- BE∀T BOYS
- 大沢誉志幸
- 浜崎あゆみ
- 中森明菜
- 平井堅
- 鈴木雅之
- 渡辺美里
- EPO
- AMAZONS
- 福山雅治
- 木根尚登
- 宇都宮隆
- 甲斐よしひろ
- ダイアモンド☆ユカイ
- 玉置浩二
- 德永英明
- 白浜久
- SMAP
- V6
- 田原俊彦
- Kimeru
- TOKIO
- 種ともこ
- マリーン
- 広瀬香美
- 早見優
- ribbon
- 工藤静香
- 寺田恵子
- 田村直美
- アン・ルイス
- 島谷ひとみ
- 伊藤さやか
- 猿岩石
- モーニング娘。
- MAX
- SPEED
- TRF
- Fayray
- Chara
- 河村隆一
- Creature Creature
- 大江千里
- 安藤秀樹
- 楠瀬誠志郎
- 久宝留理子
- KOKIA
- 山田優
- 井上昌己
- 知念里奈
- 安室奈美恵
- 今井美樹
- NOKKO
- 矢沢永吉
- 長渕剛
- 松山千春
- 米倉利紀
- 伊藤蘭
- sarah
- ゴスペラッツ
- K
- 西田昭彦
- CHAGE and ASKA
- ASKA
- マキシ・プリースト
- en:Simon Le Bon (Duran Duran)
- Nick Wood
- Zwei
- James MacMillan
- 尾崎亜美
- 八神純子
- KATSUMI
- 崎谷健次郎
- 森進一
- TAO
- 髙橋真梨子
- 原田徳子
- ワルキューレ
- See-Saw
- Kalafina
- 梶浦由記
- 清塚信也
- 森恵
- 絢香
- 奥井雅美
- 水樹奈々
- みやかわくん
- miwa
- 馬場俊英
- 清春
- 柴田淳
- Aimer
- MISIA
- Beverly
- LiSA
- FIVE NEW OLD
- KEIKO
- 藤原MAXまさのり
- KEIKO
- Maica_n

他多数

## プロデュース・アレンジ
- UP-BEAT
- BY-SEXUAL
- THE ALFEE
- 斉藤さおり
- 筋肉少女帯
- 宮原学
- 冨樫明生（m.c.A.T）
- KATSUMI
- 本木雅弘
- 久宝留理子
- 本城未沙子
- 小野正利
- OLIVIA
- 鈴木結女
- 谷口宗一
- J-FRIENDS
- 郷ひろみ
- 財津和夫
- 中森明菜
- 早見優
- 内田有紀
- 井上昌己
- 7HOUSE
- Hánna
- Bis
- Andrew
- Infix
- 黒夢
- 清春
- 中山美穂
- 織田裕二
- Kneuklid Romance
- Chirolyn
- ダイアモンド☆ユカイ
- 藤重政孝
- 稲垣潤一
- 大友康平
- 寺田恵子
- 八神純子
- NOKKO
- SHOW-YA
- 梶浦由記（FictionJunction）
- 伊達晃二
- ONE OK ROCK
- 阿部真央
- UNLIMITS
- あいのぼり
- THE XXXXXX
- Maica_n

## ライブ参加
- 中川勝彦
- 桑名正博
- 種ともこ
- 岡村靖幸
- レベッカ（1985 -1991,2015-）
- BE∀T BOYS（1988 - 1989）
- ASKA
- CHAGE and ASKA
- 渡辺美里
- 尾崎亜美
- 松井常松
- 高橋克典
- 華原朋美
- 葛城哲哉
- 宇都宮隆
- 福山雅治
- 宮原学
- T.M.Stevens
- Robert Palmer
- 大沢誉志幸
- 寺田恵子
- 生沢佑一
- NOKKO
- デーモン小暮
- Kalafina
- 梶浦由記（FictionJunction）
- See-Saw
- 中川晃教
- 原田徳子
- 伊達晃二
- 高橋みなみ
- みやかわくん
- Crystal Kay
- THE XXXXXX
- Prism
- 梁邦彦
- 櫻井哲夫
- 井上鑑
- 八神純子
- 清春
- クリスハート
- David Foster
- 伊藤蘭

## サウンドトラック
作曲/編曲/プロデュース
- バブルガムクライシス TOKYO 2040
  - 『BUBBLEGUM CRISIS 2040 ORIGINAL SOUNDTRACK』
  - 『BUBBLEGUM CRISIS 2040 ORIGINAL SOUNDTRACK 2』
- 課長王子
  - 『課長王子オリジナルサウンドトラック「課長降臨」』
- ラブひな
  - 『オリジナルサウンドファイルラブひな』
- コントが始まる（共作）

劇伴レコーディング参加
- 魔法少女まどか☆マギカ
- 空の境界
- 鬼滅の刃
- 黒執事
- ソードアートオンライン
- 花子とアン
- Fate/Zero
- 歴史秘話ヒストリア
- アンチヒーロー
- アースクエイクバード　劇中歌「Walking on thin ice」プロデュース